# Kulturell mimikry
Kulturell mimikry är ett begrepp myntat av kulturteoretikern Homi K. Bhabha och som används för att diskutera koloniala subjektspositioner där den koloniserade försöker att imitera kolonisatören, men aldrig riktigt erkänns som kolonisatörens jämlike. Den koloniserade är ”almost white, but not quite”. Mimikry kan också användas subversivt genom att underminera de maktstrategier som kolonisatören använder – att till exempel hänvisa till den koloniserande kulturens/rasens överlägsenhet – genom att visa att dess egenskaper och beteende inte är exklusiva för kolonisatörens kultur/ras, utan kan approprieras eller framföras (performativt) även av den koloniserade. På så sätt destabiliseras kolonisatörens maktbas.
"Härmningen antas fungera som en subversiv strategi där ambivalensen i den synbart orubbliga koloniala auktoriteten exponeras. Mimicry är inte en identitet […] den är ett ytfenomen, en mask, en vit mask som målats svart och som ger ett visst handlingsutrymme åt det koloniserade subjektet. […] Mimicry […] möjliggör andra roller än de som redan tilldelats."